# Der Eckart
Der Eckart (ehemals: Eckartbote, Der neue Eckartbote) ist eine seit 1953 existierende österreichische Monatszeitschrift für Politik, Volkstum und Kultur aus Wien. Sie wird der Neuen Rechten zugeordnet.

## Geschichte
Der „Eckartbote“ wurde 1953, also ein Jahr nach der Lockerung des NS-Verbotsgesetzes, von Ernst Schögl gegründet, und ist seitdem Organ der Österreichischen Landsmannschaft (ÖLM). Vorgänger war Der getreue Eckart (1923–1955), der in der Zeit des Nationalsozialismus von Bruno Brehm im Adolf Luser Verlag herausgegeben wurde. Der Eckartbote vertrat anfangs rechtsextreme, rechtskonservative und zum Teil neonazistische Standpunkte. Er verstand sich als Zeitschrift für die deutsche Kultur. Sein literarisch-thematischer Schwerpunkt lag auf der Veröffentlichung von Gedichten. Dabei instrumentalisierte das Blatt deutschsprachige Schriftsteller wie Johann Wolfgang von Goethe, Franz Grillparzer und Friedrich Nietzsche. Anderseits diskreditierte es Autoren wie Ernst Jandl und Friederike Mayröcker. Die Zeitschrift wurde seit den 1980er Jahren immer mehr als politisch-gesellschaftliches Blatt genutzt. 2002 wurde der „Eckartbote“ in „Der Eckart“ umbenannt. 
Die Auflage betrug in der Anfangsauflage 2000 Stück und im Jahr 1982 ca. 12.000 Exemplare.
Als Beiblätter zum Eckartboten sind die „Südpreß“ (ab 1956 vierteljährlich) und die „Thayawarte“ zu erwähnen.

## Eckartschriften
1955 wurde die vierteljährliche Publikation Eckartschriften erstmals veröffentlicht. Herausgeber war zunächst Ludwig Pfleger, anschließend Robert Hampel, dann Michaela Köck. 1972 betrug die Auflage 6000, plus 1000 als kostenlose Werbehefte. Die Eckartschriften behandeln die gleichen Themen wie die Zeitschrift. 2025 erschien Band 260.

## Autoren
- Natalie Beer
- Bruno Brehm
- Christine Busta
- Hermann Claudius
- Hans Giebisch
- Robert Hohlbaum
- Mirko Jelusich
- Benedikt Kaiser
- Franz Xaver Kießling
- Erwin Guido Kolbenheyer
- Erik Lehnert
- Erwin Mehl
- Agnes Miegel
- Josef Friedrich Perkonig
- Wilhelm Pleyer
- Friedrich Sacher
- Gerhard Schumann
- Carl Hans Watzinger
- Konrad Windisch
- Charlotte Zu der Luth

## Kritik
Das Dokumentationsarchiv des österreichischen Widerstandes (DÖW) sieht die Zeitschrift Der Eckart durch „revanchistische und ausländerfeindliche Inhalte gekennzeichnet“.